# María Mayor
María Mayor fue una actriz de teatro española, fallecida en 1939.

## Biografía
Desarrolló su carrera profesional sobre los escenarios de la ciudad de Madrid, en especial en el Teatro de la Comedia. Entre sus éxitos pueden mencionarse Los extremeños se tocan (1925), de Pedro Muñoz Seca, El señor Adrián, el primo (1927) y El solar de mediacapa (1928), ambas de Carlos Arniches y Cuatro corazones con freno y marcha atrás, de Enrique Jardiel Poncela.
Formó compañía propia con Daniel Dicenta y desde 1936 con Juan Espantaleón.
La actriz falleció pocos días después de la finalización de la Guerra Civil Española.